# La banda dei Puffi
La banda dei Puffi è un album raccolta di brani musicali dedicati alla serie animata I Puffi, pubblicato nel 1984 dall'etichetta discografica Durium.
Due canzoni di Cristina D'Avena appaiono per gentile concessione di Five Record.

## Tracce
1. Puffi la la la – 2:40 (testo: Cristina D'Avena)
2. Il Puffo alle Haway – 2:41
3. La marcia dei Puffi – 4:00
4. Birba – 2:25
5. Perché perché – 2:43
6. La vita di noi Puffi – 2:37
7. Dieci Puffini – 2:12
8. Gargamella – 3:28
9. Cara Puffetta – 3:08
10. Il Puffo Brontolone – 3:00
11. A E I O U – 2:50 (testo: Cristina D'Avena)
12. Concerto per 100 Puffi – 2:37

Durata totale: 34:21